# Rust (język programowania)
Rust – kompilowany język programowania ogólnego przeznaczenia. Stworzony z myślą o „bezpieczeństwie, współbieżności i praktyczności”.

## Historia
Język zaprojektował Graydon Hoare w 2006 roku, w 2009 projekt został przyjęty pod skrzydła Mozilla Foundation. W 2010 Mozilla upubliczniła informację o języku. W 2011 roku kompilator języka, znany jako rustc, został z powodzeniem skompilowany przez samego siebie.
Pierwsza numerowana wersja alfa została wydana w 2012 roku. 15 maja 2015 ukazała się wersja 1.0.
8 lutego 2021 pięć firm (Mozilla, AWS, Google, Microsoft i Huawei) ogłosiły utworzenie Fundacji Rust.
6 kwietnia 2021 Google ogłosił wsparcie dla języka Rust w ramach Android Open Source Project jako alternatywę dla języków C/C++.
W grudniu 2022 język Rust uzyskał wsparcie w rozwoju jądra Linuxa.
Rust wykorzystuje Cargo jako menadżer pakietów.
Wiele organizacji wykorzystuje ten język programowania w zastosowaniach produkcyjnych. Obecnie dwoma największymi otwartymi projektami korzystającymi z języka Rust są Servo oraz kompilator Rusta.

## Cechy języka
Najważniejsze cechy języka Rust to:
- bezpieczeństwo pamięci,
- zarządzanie pamięcią poprzez Resource Acquisition Is Initialization[16],
- bezpieczeństwo współbieżności w koncepcji Ownership i Borrowing,
- system typów obsługujący mechanizm podobny do klas typów, zwany cechami, inspirowany językiem Haskell.

## Przykłady
Hello world:
```
fn
 
main
()
 
{

    
println!
(
"Hello, world!"
);

}

```

Fizz buzz:
```
fn
 
main
()
 
{

    
let
 
max
 
=
 
101
;

    
for
 
i
 
in
 
1
..
max
 
{

        
if
 
i
 
%
 
15
 
==
 
0
 
{

            
println!
(
"{}"
,
 
"FizzBuzz"
)

        
}
 
else
 
if
 
i
 
%
 
5
 
==
 
0
 
{

            
println!
(
"{}"
,
 
"Buzz"
)

        
}
 
else
 
if
 
i
 
%
 
3
 
==
 
0
 
{

            
println!
(
"{}"
,
 
"Fizz"
)

        
}
 
else
 
{

            
println!
(
"{}"
,
 
i
)

        
}

    
}

}

```

ROT13:
```
fn
 
rot13
(
string
:
 
String
)
 
->
 
String
 
{

    
let
 
mut
 
bytes
:
 
Vec
<
u8
>
 
=
 
string
.
into
();

    
for
 
byte
 
in
 
&
mut
 
bytes
 
{

        
match
 
*
byte
 
{

            
b'a'
..
.
b'm'
 
|
 
b'A'
..
.
b'M'
 
=>
 
*
byte
 
+=
 
13
,

            
b'n'
..
.
b'z'
 
|
 
b'N'
..
.
b'Z'
 
=>
 
*
byte
 
-=
 
13
,

            
_
 
=>
 
{},
 
//nic nie rób

        
}

    
}

    
String
::
from_utf8
(
bytes
).
unwrap
()

}

fn
 
main
()
 
{

    
let
 
a
 
=
 
rot13
(
"abc"
.
to_owned
());

    
assert_eq!
(
a
,
 
"nop"
);

}

```

## Krytyka
Rust, a właściwie stworzona wokół niego wspólnota jest często krytykowana za nieprzestrzeganie własnych założeń. Opiera się to na fakcie, że podstawową funkcją tego języka jest bezpieczeństwo, czyli m.in. uniknięcie niebezpieczeństw związanych z zarządzaniem pamięcią programu, ale ogromna ilość narzędzi deweloperskich oraz bibliotek została zbudowana, ignorując to założenie i używając bloku unsafe. Przez to istnieje brak gwarancji poprawności kodu, a zarazem kodu jakiegokolwiek programu bazującego na tych bibliotekach.